# Mi'ar
Mi'ar (en arabe ميعار), était un village de Palestine mandataire situé à 17,5 km à l’est d’Acre. Il était appelé Myary à l’époque des croisades. Le village, un centre de la rébellion en 1936-1938, fut à ce titre dynamité et complètement détruit par les Britanniques. Il fut ensuite reconstruit, mais sa population fut chassée par les forces israéliennes pendant la guerre israélo-arabe de 1948. Plusieurs communautés juives, celles d’Atzmon, de Ya’ad et de Manof sont maintenant situées sur les terres du village.

## Histoire de la période ottomane
Mi'ar conservait des restes archéologiques de bâtiments, fragments de colonnes, pressoirs à olives et citernes. Incorporé à l’empire ottoman en 1517, comme l’ensemble de la Palestine, Mi'ar apparaît sur les registres fiscaux de 1596 comme faisant partie du nahié (sous-district) de Akka (Acre) dans le sandjak de Safed ; il comptait alors 10 ménages, tous de religion musulmane, correspondant à une population totale estimée à 55 personnes. Les villageois payaient des impôts à un taux fixe de 25% sur le blé et l’orge, les fruits, les chèvres et les ruches, pour un total de  1 235 aspres.,.
À la fin du XVIIIe siècle, le voyageur italien Giovanni Mariti remarquait qu'autour d'al-Damun et de Mi'ar se trouvaient « deux délicieuses vallées, agrémentées de vergers et d'arbustes sauvages. Les paysans qui vivent dans les hameaux à proximité jouissent d'une situation des plus plaisantes  ». 
En 1875, l'explorateur français Victor Guérin visita Mi'ar, notant qu'il s'y trouvait « plusieurs tronçons de colonnes, trois chapiteaux brisés et un certain nombre de belles pierres de taille, provenant d'un ancien édifice renversé [… et de même] beaucoup de blocs d'apparence antique disposés en rond ». « À des temps plus ou moins reculés », ajouta-t-il, « appartiennent également des puits, des citernes, des caveaux et des tombeaux creusés dans le roc, ». Il trouva que les habitants de Mi'ar étaient environ 500, tous musulmans,.
En 1881, le Survey of Western Palestine du Palestine Exploration Fund décrivait Mi'ar comme un grand village situé sur une hauteur accidentée et non cultivée. Les villageois  cultivaient quelque 30 feddans,. Un recensement de 1887 environ accordait à Mi'ar environ 480 habitants, tous musulmans. Une école élémentaire y fut fondée par les Ottomans en 1888, mais elle ferma ses portes dans les dernières années de l'empire.

## La période de la Palestine mandataire

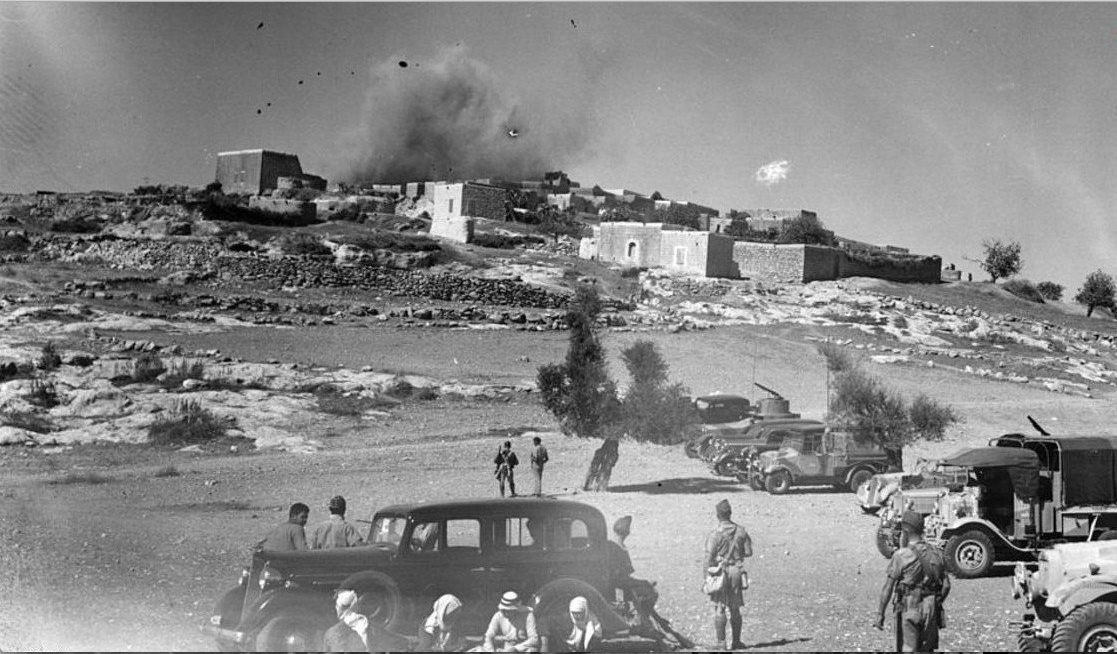
Les forces britanniques font exploser Mi'ar en 1938.

Les forces britanniques chassèrent les  Ottomans en 1917, pendant la  Première Guerre mondiale, et le mandat britannique sur la Palestine  fut établie en 1920. Dans le recensement de la Palestine de 1922,  Mi'ar a une population de 429 musulmans (208 hommes, 221 femmes). Elle avait augmenté jusqu’à 543 habitants, toujours tous musulmans et répartis dans 109 maisons, lors du recensement de 1931.
Plusieurs résidents de Mi’ar participèrent à la révolte arabe de 1936-1939 contre le gouvernement britannique et l’immigration massive des Juifs en Palestine, et le village devint un centre des opérations rebelles en Galilée. Les rebelles ouvraient souvent le feu sur les troupes britanniques passant à proximité du village, endommageaient les routes dans le voisinage pour les rendre impraticables, coupaient les câbles électriques et plantaient des mines pour frapper les véhicules britanniques. Une des méthodes controversées des autorités britanniques pour supprimer la révolte était de faire sauter les maisons dans les villages qui soutenaient les rebelles. Le 26 octobre 1938, deux bataillons britanniques lancèrent une attaque contre Mi’ar et commencèrent à dynamiter les grandes maisons du village. Ils demandèrent ensuite au mukhtar de Mi’ar, le chef du village, d’appeler les rebelles du village à remettre leurs armes, sinon le dynamitage continuerait. Aucune arme ne fut remise et les Britanniques poursuivirent le dynamitage des maisons du village, jusqu’à la destruction complète de Mi’ar pour son supposé soutien aux rebelles,. Un journaliste du New York Times présent pendant la destruction écrivit : « Quand les troupes [britanniques] partirent, il ne restait de ce village autrefois animé presque rien d’autre  qu’une pile de maçonnerie déchiquetée ».
Le village fut reconstruit. Lors du recensement de 1945, la population indiquée pour Mi’ar était de 770 habitants, tous musulmans ; les bâtiments et maisons occupaient 37 dounams. Un total de 2 878 dounams (soit 2,88 km2) sur les 10 788 dounams (soit 10,79 km2) de terres du village étaient utilisés pour cultiver des céréales, 113 dounams étaient irrigués ou utilisés comme vergers,. Le reste de la surface était considéré comme non cultivable dans le recensement.

## La guerre de 1948 et ses conséquences
Le 20 juin 1948, les troupes israéliennes entrèrent dans Mi'ar et tirèrent sur les habitants qui travaillaient dans les champs. Selon l'historien israélien Ilan Pappé, des maisons du village furent détruites et quarante villageois furent tués. Les survivants retournèrent plus tard à  Mi'ar et continuèrent à vivre dans le  village jusqu'à ce que les troupes israéliennes de la brigade Sheva le réoccupent le 15 juillet 1948, dans le cadre de la seconde phase de l'opération Dekel. Selon l'historien israélien Benny Morris, les 893 habitants de Mi'ar fuirent devant l'assaut, alors que Pappé déclare qu'ils ont été expulsés.
Les communautés juives de Segev (maintenant Atzmon), de Ya'ad et de Manof ont été construites sur les terres de Mi'ar, tandis que Yuvalim, situé à 2 km à l'est du village, est situé sur des terres qui avaient appartenu à Sakhnin. Selon l'historien palestinien Walid Khalidi, ce qui restait du village en 1992 consistait en « quelques murs de pierre tronqués, quelques tombes simples, des figuiers et des oliviers » et le site même, « en grande partie couvert de cyprès », était devenu une zone de loisirs.